# Aspettando il re
Aspettando il re (A Hologram for the King) è un film del 2016 scritto e diretto da Tom Tykwer, adattamento cinematografico del romanzo di Dave Eggers Ologramma per il re, con protagonista Tom Hanks.

## Trama
Il cinquantenne statunitense Alan Clay, divorziato e sull'orlo della bancarotta, viene mandato in Arabia Saudita dalla compagnia per la quale lavora per ottenere dal re un appalto per la fornitura dei servizi informatici per una città avveniristica in costruzione nel mezzo del deserto.
Clay scoprirà ben presto che la sua missione è più difficile del previsto. Del re non c'è traccia e nessuno dei suoi collaboratori sembra sapere quando questi si presenterà per assistere alla presentazione dei prodotti della ditta fra cui spicca un sistema per le videoconferenze basato sugli ologrammi. Alan passa le sue giornate in attesa, tra il cantiere e il suo hotel a Gedda. In queste giornate, l'uomo fa un bilancio della sua vita e stringe amicizia con il suo autista Yousef. I giorni in attesa del re trascorrono lenti e monotoni ma una svolta avviene quando Clay ha la necessità di essere operato a una cisti alla schiena e conosce una dottoressa del luogo.

## Produzione

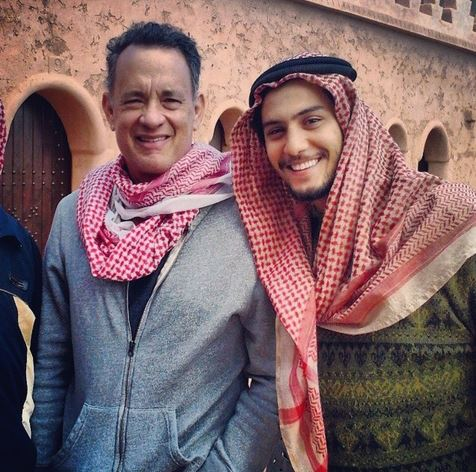
Tom Hanks sul set del film.

A giugno 2013, Tom Tykwer ha annunciato lo sviluppo di un adattamento del romanzo del 2012 Ologramma per il re, scritto da Dave Eggers. Tykwer è autore della sceneggiatura e regista del film, con protagonista Tom Hanks. La produzione è affidata a Playtone, Primeridian Entertainment e X-Filme Creative Pool.
La produzione è stata impostata per iniziare nel primo trimestre del 2014. Le riprese sono iniziate il 6 marzo 2014 in Marocco, e successivamente a Hurghada in Egitto. Le riprese hanno avuto luogo anche a Berlino e Düsseldorf in Germania.

## Distribuzione
Il film è stato distribuito nelle sale cinematografiche statunitensi il 22 aprile 2016, preceduto da un'anteprima al Tribeca Film Festival, il 20 aprile.
In Italia è uscito il 15 giugno 2017, distribuito da Lucky Red.